# مگس‌گیر سینه‌خاکستری
مگس‌گیر سینه‌خاکستری (نام علمی: Lathrotriccus griseipectus)، گونه‌ای از پرندگان تیرهٔ ژیان‌مرغان است؛ که در غرب اکوادور و شمال غربی پرو یافت می‌شود. زیستگاه‌های طبیعی آن جنگل‌های خشک نیمه‌گرمسیری یا گرمسیری، جنگل‌های جلگه‌ای نمناک نیمه‌گرمسیری یا گرمسیری و جنگل‌های کوهستانی نمناک نیمه‌گرمسیری یا گرمسیری است. نابودی زیستگاه آن را تهدید می‌کند.